# Muhammad Alnaní
Muhammad Alnaní (anglickým přepisem Mohamed Elneny či Mohamed El-Nenny, arabsky محمد النني‎; * 11. července 1992 El Mahalla El Kubra) je egyptský profesionální fotbalista, který hraje na pozici defensivního záložníka za anglický klub Arsenal FC a za egyptský národní tým.

## Klubová kariéra
V letech 2010–2013 hrál v egyptském klubu Al Mokawloon. Následně přestoupil v létě 2013 do švýcarského klubu FC Basilej (od ledna 2013 zde hostoval). S Basilejí vyhrál třikrát švýcarskou ligu. V lednu roku 2016 přestoupil do Arsenalu.

## Reprezentační kariéra
Alnaní reprezentoval Egypt v mládežnické kategorii U20. Zúčastnil se Mistrovství světa hráčů do 20 let 2011 v Kolumbii, kde Egypt podlehl v osmifinále Argentině 1:2.
S egyptským výběrem do 23 let se zúčastnil Letních olympijských her 2012 v Londýně, kde egyptský tým vypadl ve čtvrtfinále po porážce 0:3 s Japonskem.
Od roku 2011 je členem egyptského národního týmu.